# Щелкун Старка
Щелкун Старка (лат. Agriotes starcki) — вид щелкунов из подсемейства Agrypninae.

## Распространение
Щелкун распространён на Кавказе и в западной части Предкавказья.

## Описание

### Проволочники
Проволочник в длину достигает до 40 миллиметров.
Каудальный сегмент с середины вытянутая и конический, на вершине оттянутый. Задняя лопасть лобной пластинки на вершине заострена.

## Экология
Проволочник живёт в почве и подстилке под пологом леса и на полянах.